# Polska Misja Katolicka

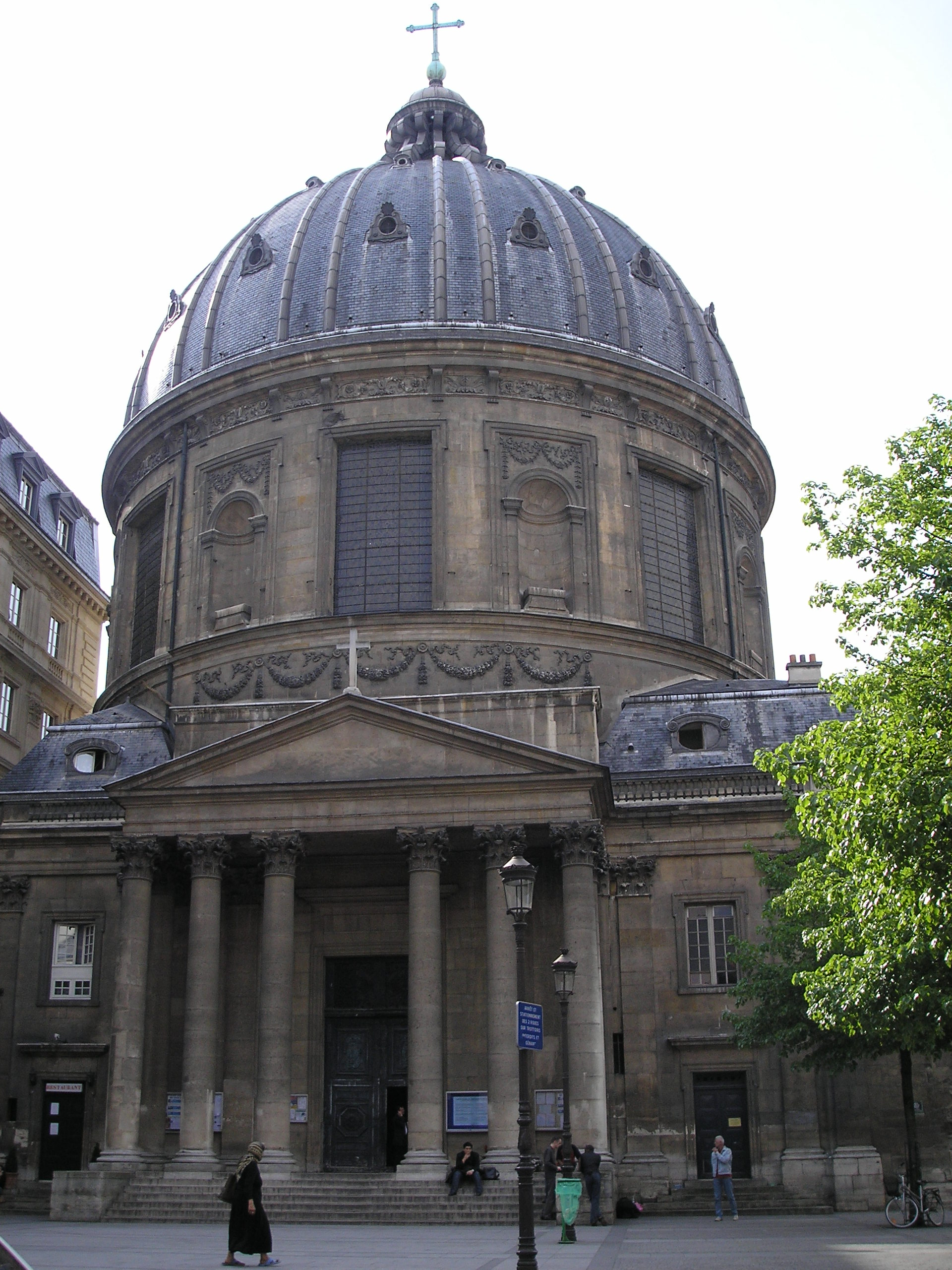
Polski kościół Wniebowzięcia w Paryżu

Polska Misja Katolicka (PMK) – stałe katolickie duszpasterstwo Polonii działające w wielu krajach, podlegające Konferencji Episkopatu Polski.

## W Anglii i Walii

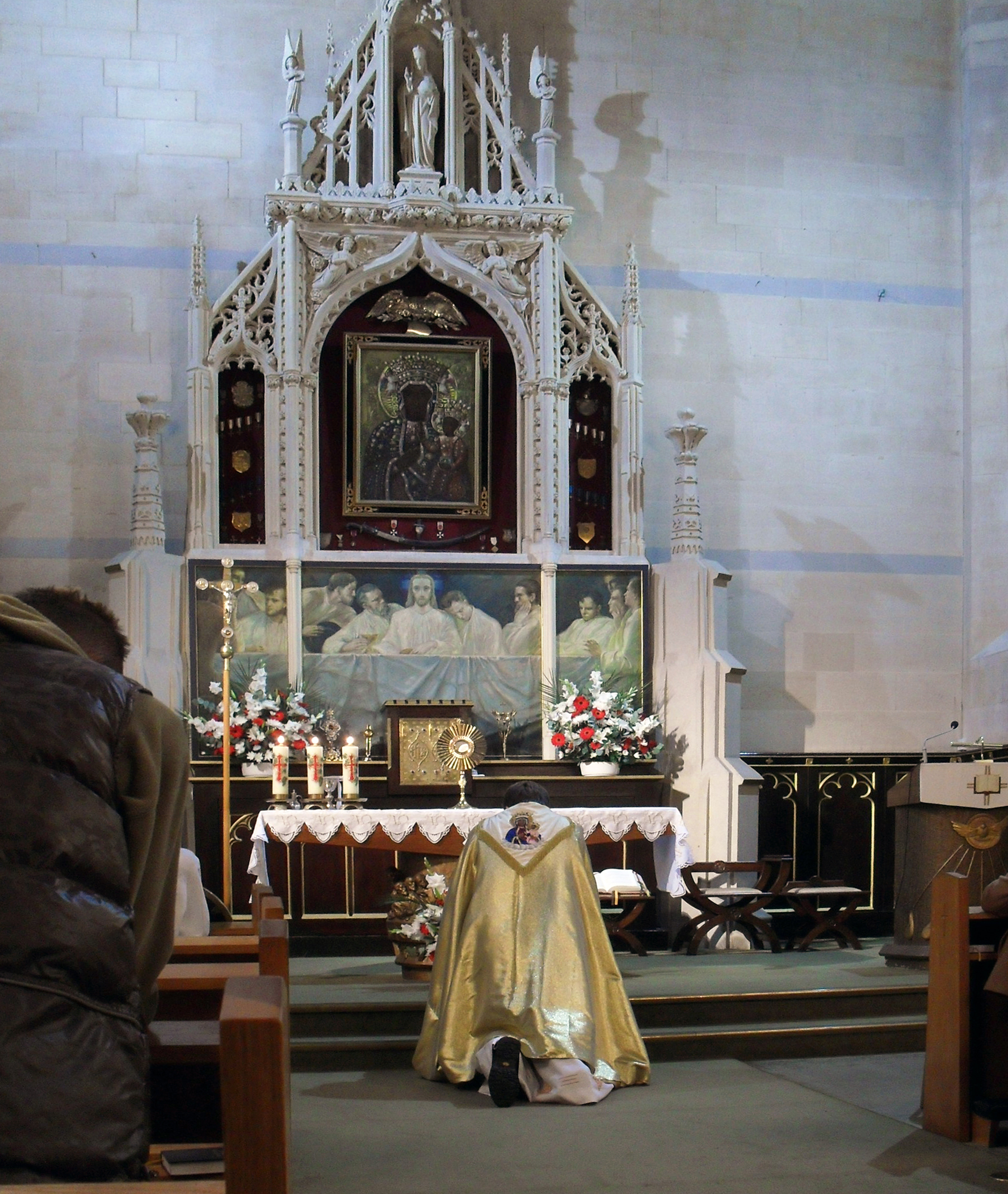
Nabożeństwo różańcowe w kościele MB. Częstochowskiej przy Devonia Road w dzielnicy Islington w Londynie, będącym centrum Polskiej Misji w Anglii i Walii.

### Historia
Początki misji sięgają opieki duszpasterskiej nad Polakami przybyłymi na Wyspy Brytyjskie po powstaniach narodowych 1831, 1848, 1863 i 1905. Jednym z pierwszych duszpasterzy był ks. Emeryk Podolski, który odprawiał dla Polaków nabożeństwa w kaplicy przy Sutton Street w dzielnicy Soho w Londynie. Dzięki staraniom generała Wł. Zamoyskiego i dzięki życzliwości kardynała Wisemana w 1864 przybył z kraju ks. Chwaliszewski i odprawiał nabożeństwa dla Polaków w kaplicy polskiej kościoła św. Piotra w Hatton Garden. Polskie duszpasterstwo zostało oficjalnie ustanowione w 1894 roku przez kardynała Herberta Vaughana, ówczesnego arcybiskupa Westminsteru. Zalążek misji stworzyła bł. matka Franciszka Siedliska, fundatorka Zgromadzenia Sióstr Nazaretanek i ich ojciec duchowny, ks. Lechert. Z matką Siedliską przyjechały wtedy dwie siostry i założyły pierwszą polską szkółkę. Odtąd nabożeństwa polskie odbywały się regularnie w kaplicy przy Globe Road, później przy Cambridge Heath Road, we wschodniej dzielnicy Londynu, Bethnal Green.
W okresie międzywojennym duszpasterstwo polskie koncentrowało się w kościele polskim przy Mercer Street, który był dzierżawiony. W roku 1928 władze miejskie uznały budynek kościoła, ze względu na jego stan techniczny, za zagrażający bezpieczeństwu. Jeszcze tego samego roku kościół odwiedził kardynał Kakowski w towarzystwie ks. biskupa Przeździeckiego z Siedlec i ambasadora RP Skirmunta. Po poszukiwaniach zdecydowano się na kupno kościoła w dzielnicy Islington przy Devonia Road za 4000 funtów, który sprzedawali Swedenborgianie. Kościół wraz z przylegającymi do niego budynkami nadawał się do urządzenia Polskiej Misji Katolickiej, do użytku sakralnego, a także do potrzeby polskiej szkoły sobotniej. Kardynał Bernard Bourne, arcybiskup katolicki Westminsteru, wspomógł misję pożyczką 1000 funtów na remont. Była to pierwsza polska świątynia na Wyspach Brytyjskich. Jej poświęcenie odbyło się 30 października 1930 roku. Dokonał go ks. kardynał August Hlond, prymas Polski, w obecności kardynała Bourne. W 1938 posługę duszpasterską w misji objął ks. Władysław Staniszewski, do tego czasu dyrektor biura kancelarii prymasa Polski, który zaofiarował się przyjechać do Anglii na 3 lata. Wyjeżdżał do Londynu żegnany słowami kardynała Hlonda:

Po wielkiej wojnie, na jaką się zanosi, najprawdopodobniej tamtejsza kolonia polska powiększy się i jeżeli uda się utrzymać tę placówkę do tego czasu, to może się okazać opatrznościowym.

### Działalność biskupa Józefa Gawliny

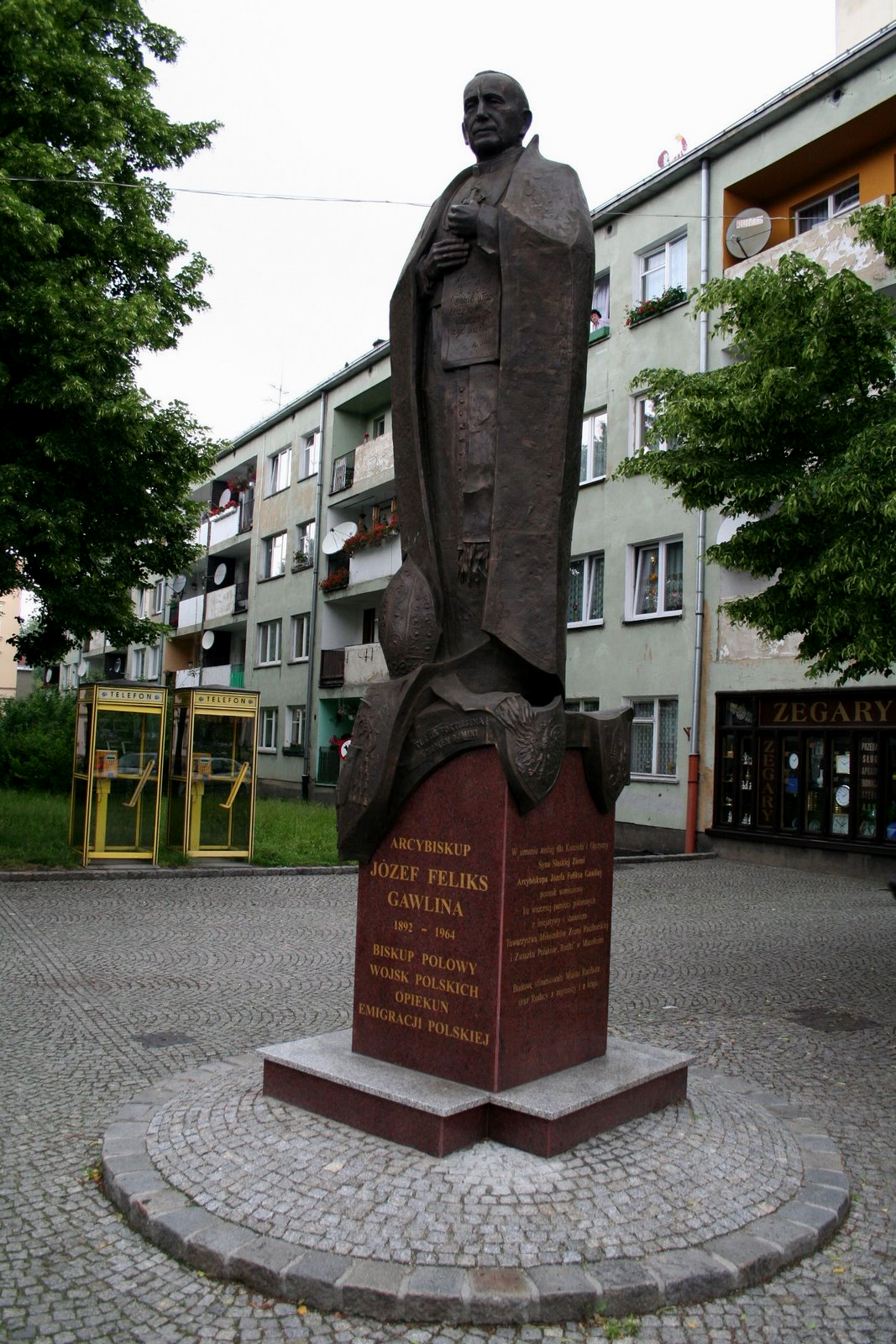
Józef Gawlina – pomnik w Raciborzu

Misja w czasie wojny była aktywna. Skoro kardynał Hlond przewidział już przed wojną, na co się zanosiło, mianował biskupa polowego, w stopniu generała dywizji, Józefa Feliksa Gawlinę, zwanego przez Jana Pawła II „biskupem tułaczem”, nie tylko jako duszpasterza sił zbrojnych, ale i opiekuna całej polskiej emigracji.
Po audiencji u papieża Piusa XII Sekretariat Stanu Stolicy Apostolskiej przedłużył mu jurysdykcje biskupa polowego, co pośrednio oznaczało uznanie ciągłości państwa polskiego i jego armii. Wyjechał do Francji. 18 października 1939 po przybyciu do Paryża formalnie podjął obowiązki biskupa polowego Wojsk Polskich (Polskich Sił Zbrojnych na uchodźstwie). Włączył się do organizacji Wojska Polskiego we Francji. Organizował dla żołnierzy niedzielne nabożeństwa przez radio. Zarządzeniem z 12 listopada 1939 Ministra Spraw Wojskowych rządu RP na uchodźstwie, gen. Władysława Sikorskiego, został zastępcą przewodniczącego zarządu Polskiego Czerwonego Krzyża w czasie wojny. Wydał Modlitewnik Żołnierza Polskiego. 21 grudnia 1939 dekretem prezydenta Raczkiewicza został mianowany członkiem I Rady Narodowej RP, następnie zastępcą członka Komisji Wojskowej, członkiem Komisji Prawno-Konstytucyjnej i przewodniczącym Komisji Spraw Zagranicznych. Działał w Radzie Narodowej. Udzielał pomocy polskim uchodźcom we Francji. Od stycznia 1940 był członkiem Rady Naczelnej Światowego Związku Polaków z Zagranicy. Od 18 września 1940 przebywał w Wielkiej Brytanii, po klęsce Francji. Od kwietnia do października 1942 przebywał w ZSRR, gdzie gen. Władysław Anders formował Polską Armię. Opuścił ZSRR ostatnim transportem odchodzącym do Iranu. Po powrocie z Bliskiego Wschodu kontynuował prace w oddziałach Wojska Polskiego w Wielkiej Brytanii. Powołał dwa seminaria duchowne: w Szkocji i w Syrii. 16 sierpnia 1943 biskup Gawlina celebrował mszę żałobną na pogrzebie W. Sikorskiego w Newark w Anglii.
Jego jurysdykcji jako biskupa polowego podlegali żołnierze Polskich Sił Zbrojnych we Francji, w Wielkiej Brytanii, Kanadzie, na Bliskim Wschodzie, w Afryce i w ZSRR (od 1942), a od 1944 we Włoszech, Belgii, Holandii i w Niemczech.
Po zakończeniu II wojny światowej i rozwiązaniu Polskich Sił Zbrojnych na Zachodzie przestał pełnić funkcję biskupa polowego. 8 lutego 1945 został mianowany opiekunem (protektorem) Emigracji Polskiej na czas niemożności wykonywania tych zadań przez prymasa Polski, a 5 czerwca 1945 Stolica Apostolska powierzyła mu opiekę nad uchodźcami polskimi w Niemczech i Austrii. Po śmierci kard. Augusta Hlonda 28 stycznia 1949 papież Pius XII mianował Józefa Gawlinę Opiekunem Duchowym Polaków na uchodźstwie, czyli Protektorem Emigracji Polskiej. Od połowy 1947 zamieszkał jako rektor przy polskim kościele Biskupa św. Stanisława w Rzymie, przy via Botteghe Oscure 15.
W latach 1949–1952 złożył wizyty w polskich ośrodkach emigracyjnych w jedenastu krajach Europy, Ameryki Północnej i Ameryki Południowej. Brał udział w tworzeniu Polskich Misji Katolickich w Argentynie, Australii, Brazylii, Chile, Danii, Hiszpanii, Holandii, Luksemburgu, Republice Południowej Afryki, Szwajcarii, Szwecji i Tanzanii. Jego zasługą było także zbudowanie polskiej kaplicy w podziemiach bazyliki watykańskiej św. Piotra. W czasie wojny założył dwa seminaria duchowne – w Bejrucie w Libanie oraz w Glasgow w Szkocji. Pod jego patronatem w 1947 w Londynie powstał Katolicki Ośrodek Wydawniczy „Veritas”.
Po śmierci arcybiskupa Józefa Gawliny w 1964 r. biskup Władysław Rubin został delegatem prymasa Polski, Stefana Wyszyńskiego, do opieki nad emigracją i uchodźstwem polskim (1964–1980). Objął również stanowisko rektora kościoła i hospicjum Biskupa św. Stanisława w Rzymie.
W ramach prac Episkopatu Polski został mianowany biskup Szczepan Wesoły jako sekretarz Komisji ds. Duszpasterstwa Emigracyjnego oraz członkiem Komisji Maryjnej i Komisji ds. Środków Społecznego Przekazu (1980–2003). Ponadto wszedł w skład Papieskiej Rady ds. Duszpasterstwa Migrantów i Podróżnych.

### II wojna światowa

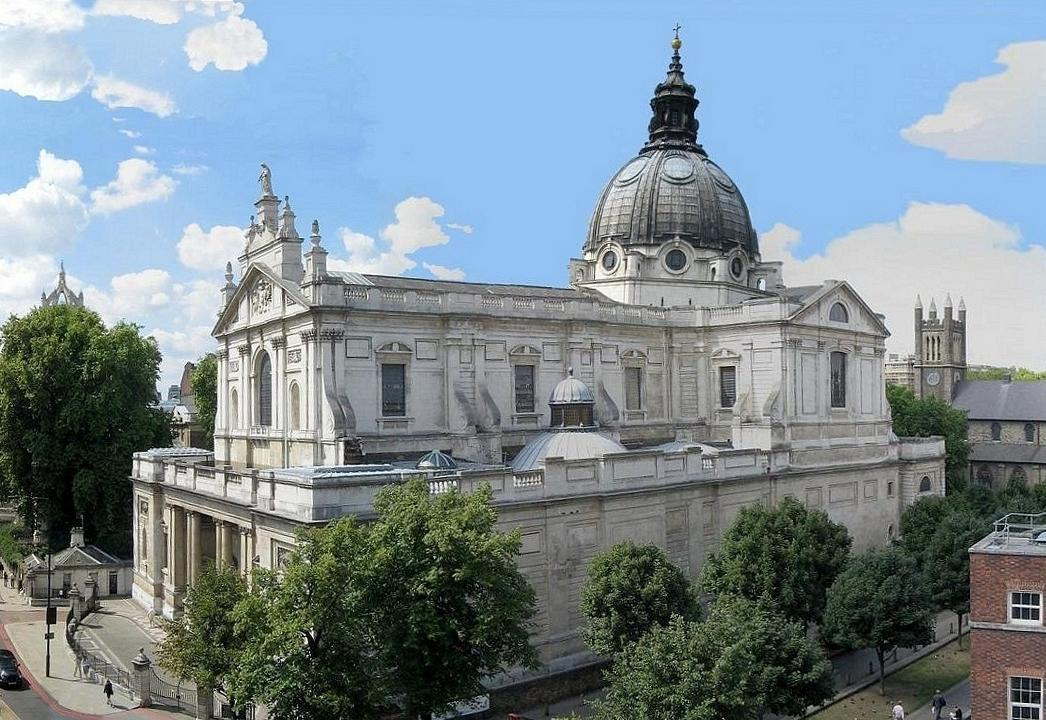
Brompton Oratory

Od momentu przybycia Polskiego Rządu na Uchodźstwie do Londynu główne skupisko polskie w stolicy powstało w dzielnicy South Kensington. Oprócz Ogniska, Daquise-a i Marynki – polskich kawiarni koło stacji metra, oraz w pobliżu Samopomocy Marynarki Wojennej, klubu Lotników i SPK przy Queen's Gate Terrace, polska (tymczasowa) parafia powstała u księży Oratorianów; ich reprezentacyjna świątynia, Brompton Oratory, miała miejsce na kilkaset wiernych. Kościół polski przy Devonia Road w ubogiej dzielnicy Islington w północnym Londynie, był za mały i niedostępny dla tych z Polaków, którzy osiedlili się w zachodnim lub południowym Londynie. Od okresu wojny do powstania parafii u św. Andrzeja Boboli na Shepherds Bush, przez dwadzieścia lat polska msza odbywała się o trzynastej w niedziele w kościele Brompton. Tam też odbywały się polskie chrzciny, małżeństwa i msze żałobne.

### Po II wojnie światowej
Po wojnie opieką duszpasterską należało objąć prawie dwieście tysięcy uchodźców – żołnierzy. Wśród nich było 120 kapłanów. W 1948, po odwiedzeniu rok wcześniej Polski i rozmowach z kard. Hlondem, oraz po konsultacjach z episkopatem Anglii i Walii, kard. Francis Griffin, arcybiskup Westminsteru 15 września oficjalnie mianował rektora Polskiej Misji Katolickiej ks. Władysława Staniszewskiego, Wikariuszem Delegatem dla cywilnych Polaków w Anglii i Walii z władzą ordynariusza. Umożliwiło to ówczesnemu rektorowi zaangażowanie księży i zorganizowanie regularnej opieki duszpasterskiej w 18 diecezjach Anglii i Walii. Powstała też prasa katolicka w języku polskim: Gazeta Niedzielna, Życie, Czyn Katolicki, Sodalis Marianus, Marianum w służbie. Założone zostają trzy polskie szkoły średnie – dla dziewcząt w Pitsford (1947–1984) i dla chłopców najpierw w Hereford, potem w Fawley Court (1953–1986). W Misję włączyły się męskie zgromadzenia zakonne polskich Jezuitów, Marianów, także Chrystusowców. W latach następnych Polska Misja Katolicka objęła w posiadanie 30 kościołów, 12 kaplic, 39 plebanii i 55 ośrodków parafialnych. W latach 80. Polonię angielską zasiliła fala emigracji po wprowadzeniu stanu wojennego 1981.

### Rektorzy PMK w Wielkiej Brytanii
Rektorzy

Ksiądz Antoni Lechert, CR 1894 – 1902

Ksiądz Henryk Cichocki, CR 1902 – 1903

Ksiądz Grzegorz Domański, SDB 1904 – 1906

Ksiądz Piotr Bujara, SDB 1906 – 1913

Ksiądz Jan Symior, SDB 1913 – 1921

Ksiądz Józef Wroński, SDB 1921 – 1926

Ksiądz Teodor Cichos, SDB 1926 – 1938

Wikariusze delegaci

Ksiądz Infułat Władysław Staniszewski 1938 – 1974

Ksiądz Prałat Karol Zieliński 1974 – 1991

Ksiądz Infułat Stanisław Świerczyński 1991 – 2002

Ksiądz Prałat Tadeusz Kukla 2002 – 2010

Ksiądz Prałat Stefan Wylężek 2010 – 2023

Ksiądz Bogdan Kołodziej 2023

## W Szkocji
Istnieje osobna organizacja misyjna na terenie Szkocji.

## We Francji
Od XIX w. działa najstarsza PMK z siedzibą w Paryżu, założona jeszcze przez takich wieszczów narodowych jak Adam Mickiewicz czy Juliusz Słowacki, którzy byli zmuszeni wyemigrować po powstaniu listopadowym do Francji. W latach 1985–2015 rektorem PMK we Francji był ks. infułat Stanisław Jeż. Od 2015 roku funkcję tę pełni ks. Bogusław Brzyś. Głównym ośrodkiem PMK w Paryżu jest parafia Wniebowzięcia NMP, która współpracuje z polską szkołą w Paryżu przy Ambasadzie RP im. Adama Mickiewicza. W tejże najstarszej i największej polskiej parafii we Francji organizowane są katechezy, lekcje języka polskiego dla dzieci i młodzieży oraz nauka języka francuskiego na różnych poziomach nauczania. W Paryżu istnieje kilkanaście polskich parafii i kaplic, w których msze święte odprawiane są w języku polskim, lub okazjonalnie w językach polskim i francuskim, jeśli gości się przedstawicieli francuskich. W całej Francji jest ich około sto pięćdziesiąt.
Co roku organizowana jest pielgrzymka Polaków na wzgórze Montmartre do bazyliki Najświętszego Serca Pana Jezusa (Basilique du Sacré-Cœur de Montmartre).

## W Niemczech
Działa od 1945 roku na terenie RFN w wielu skupiskach niemieckiej Polonii. Organizuje przede wszystkim msze w języku polskim i współpracuje ze szkołami polskimi w Niemczech. Do PMK należy również Dom Concordia oraz czasopismo „Nasze Słowo”.

## W Szwecji
W Sztokholmie działa „Polska Katolska Missionen” (Polska Misja Katolicka). Księża wynajmują protestancki kościół. W każdą niedzielę odbywają się msze święte o 9:00, 10:30 i 12:00 oraz w każdy piątek o godzinie 18:00. Polska Misja dojeżdża poza Sztokholm.
W Malmö PMK działa w katolickim kościele S:ta Maria i Rosengård.
W Göteborgu działa przy Kristus Konungens kyrka. W każdą niedzielę jest celebrowana jedna msza święta.

## W Stanach Zjednoczonych
- Towarzystwo Chrystusowe dla Polonii Zagranicznej.
- Werbiści w Polskim Centrum Polonijnym Jana Pawła II w Yorba Linda
- Jezuici w Polskich Ośrodkach Duszpasterskich